# Sachiko Kojima
Sachiko Kojima (小島 幸子 Kojima Sachiko) es una seiyū japonesa nacida el 18 de enero de 1979 en la Prefectura de Chiba. Ha participado en series como Bamboo Blade, Sakura Taisen y JoJo's Bizarre Adventure, entre otras. Está afiliada a Mausu Promotion.

## Roles interpretados

### Series de Anime
- AKB0048 como Mikako Minamino
- AKB0048 Second Stage como Mikako Minamino
- Ano Natsu de Matteru como la madre de Kanna
- Aoi Hana como Hanae
- Bamboo Blade como Sayako Kuwahara
- Cardfight!! Vanguard: Asia Circuit Hen como Crank
- Cyborg 009 The Cyborg Soldier como Nathalie
- Demi-chan wa Kataritai como Midori Takanashi (ep 6)
- Dennō Coil como Fumie Hashimoto
- Detective Conan como Emi y En Akio
- Devilman Lady como Kyoko
- Ergo Proxy como Monad
- Gakuen Alice como Kenji
- Ginga Tetsudo Monogatari: Eien e no Bunkiten como Cromaria
- Grappler Baki como Kozue
- Grappler Baki 2 como Kozue
- Gunparade Orchestra como Yukari Tanoue
- Happiness Charge PreCure! como Miyo Masuko
- HeartCatch PreCure! como Kanae Tada
- High School DxD como la madre de Issei
- Hime Chen! Otogi Chikku Idol Lilpri como Moeko Achichi
- Hipira-kun como Sarah
- JoJo's Bizarre Adventure como Susie Q
- Junketsu no Maria - Sorcière de gré, pucelle de force como Lolotte
- Kage Kara Mamoru! como Tsubaki Mapputatsu
- Kaze no Shōjo Emily como Ilse Burnley
- Kekkaishi como Aihi
- Kishin Taisen Gigantic Formula como Hisako Hijiri
- Lemon Angel Project como Keiko Orina
- Mahō Shōjo Tai Arusu como Arusu
- Marvel Disk Wars: The Avengers como Rosetta Riley
- Massugu ni Ikō como Hanako
- Mugen Senki Portriss como Claire Dan
- Naruto como Orochimaru (cuerpo de mujer)
- Pokémon: Diamante y Perla como Otone
- Psycho-Pass como Chika Takatsu
- Rakugo Tennyo Oyui como Miyabi Asukayama
- Rosario + Vampire como Kyōko Aono
- Sacred Seven como la madre de Aruma
- Saikano como Yukari
- Saiyuki Gunlock como Kon
- Saiyuki Reload como Kon
- Sakurasō no Pet na Kanojo como Shiori "Nancy" Nanba
- Sengoku Collection como Keiko
- Stardust Crusaders como Susie Q
- Tokyo Mew Mew como Tsukiko
- Tokyo Underground como Hekisa
- Viper's Creed como Maika

### OVA
- Gundam Evolve como Prayer Reverie
- Mahō Shōjo Tai Arusu: The Adventure como Arusu
- Papillon Rose como Anne
- Sakura Taisen: Ecole de Paris como Mell Raison
- Sakura Taisen: Le Nouveau Paris como Mell Raison
- Super Street Fighter IV: Juri Ova como Juli

### Especiales de TV
- Azusa, Otetsudai Shimasu! como Yuuki Mizuho
- Taiyo no Mokushiroku como Chen Li Chun

### Películas
- Eiga HappinessCharge PreCure! Ningyō no Kuni no Ballerina como Miyo Masuko
- Kōkyō Shihen Eureka Seven: Pocket ga Niji de Ippai como Maria
- Naruto la película 2: Las ruinas ilusorias en lo profundo de la tierra como Kamira

### Videojuegos
- Dai-2-ji Super Robot Taisen Z Hakai-hen como Marguerite Pistail
- Dai-2-ji Super Robot Taisen Z Saisei-hen como Marguerite Pistail
- Galaxy Angel (trilogía) como Creta
- Galaxy Angel II Eigō Kaiki no Toki como Rivera Kuruzan
- Sakura Taisen 3 ~Pari wa Moeteiru ka?~ como Mel Raison
- Soul Calibur: Broken Destiny como Taki
- Soul Calibur Legends como Taki
- Soulcalibur IV como Taki
- Tamamayu Monogatari 2: Horobi no Mushi como La y Mu
- Trine 2 como Isabel
- Apex Legends como Wraith

### Musicales
- Sakura Taisen Paris Hana Gumi Live 2012 - Revue mon Paris como Mel Raison
- Sakura Taisen Paris Hanagumi Show 2014 ~Ce Qui Sera Sera’ Paris~ como Mel Raison

### Doblaje
- ¡Mucha lucha! como Buena Niña
- Batman Begins como Rachel Dawes
- Camp Lazlo como Jane Doe y Patsy
- Chicken Little como Abby Patosa
- Hi Hi Puffy AmiYumi como Yumi
- The L Word como Dana Fairbanks
- X-Men como Rogue
- Los Pitufos - Pitufina

## Música
- Interpretó el opening BAMBOO BEAT y el ending STAR RISE con Ryō Hirohashi, Megumi Toyoguchi, Hōko Kuwashima y Rina Satō para la serie Bamboo Blade.[3]
- Participó en el ending Rainy Beat de la serie Kage Kara Mamoru! en compañía de Ryōko Shintani, Ai Shimizu y Erina Furukawa.[4]